# Mount Don Pedro Christophersen
Mount Don Pedro Christophersen – szczyt w Górach Królowej Maud w Górach Transantarktycznych w Antarktydzie Wschodniej.

## Nazwa
Obiekt początkowo został nazwany przez Roalda Amundsena (1872–1928) Håkonshallen. Jednak kiedy Amundsen dowiedział się, że Peter „Don Pedro” Christophersen (1845–1930), norweski przedsiębiorca mieszkający w Buenos Aires, uratował swoim wsparciem finansowym jego wyprawę na biegun południowy, przemianował górę na cześć darczyńcy na Mount Don Pedro Christophersen.  

## Geografia
Mount Don Pedro Christophersen leży w Górach Królowej Maud w Górach Transantarktycznych w Antarktydzie Wschodniej . Góruje nad działem wodnym pomiędzy Lodowcem Axela Heiberga (ogranicza go od wschodu) a Cooper Glacier . 
Jest to masywna góra, w większości przykryta lodem , wznosząca się na wysokość 3765 m n.p.m. 

## Historia
Mount Don Pedro Christophersen została odkryta w 1911 roku przez Roalda Amundsena .